# Ritratto di Mary Cassatt
Il Ritratto di Mary Cassatt è un dipinto a olio su tela (71,4x58,7 cm) realizzato nel 1884 circa dal pittore francese Edgar Degas.

## Descrizione
È conservato nel National Gallery of Art di Washington.
Mary Cassatt era una pittrice statunitense amica di Degas; è la protagonista di molti quadri del pittore. Bella, ricca e raffinata, fu anche amante di Degas.
In questo quadro è rappresentata seduta con un abito nero, un cappello in testa e con carte da gioco in mano.